# Carcassonne
Carcassonne là tỉnh lỵ của tỉnh Aude, thuộc vùng hành chính Occitanie của nước Pháp, có dân số là 43.950 người (thời điểm 1999).

## Khí hậu
Carcassonne có khí hậu cận nhiệt đới ẩm (phân loại khí hậu Köppen Cfa).
| Dữ liệu khí hậu của Carcassonne         | Dữ liệu khí hậu của Carcassonne | Dữ liệu khí hậu của Carcassonne | Dữ liệu khí hậu của Carcassonne | Dữ liệu khí hậu của Carcassonne | Dữ liệu khí hậu của Carcassonne | Dữ liệu khí hậu của Carcassonne | Dữ liệu khí hậu của Carcassonne | Dữ liệu khí hậu của Carcassonne | Dữ liệu khí hậu của Carcassonne | Dữ liệu khí hậu của Carcassonne | Dữ liệu khí hậu của Carcassonne | Dữ liệu khí hậu của Carcassonne | Dữ liệu khí hậu của Carcassonne |
| Tháng                                   | 1                               | 2                               | 3                               | 4                               | 5                               | 6                               | 7                               | 8                               | 9                               | 10                              | 11                              | 12                              | Năm                             |
| --------------------------------------- | ------------------------------- | ------------------------------- | ------------------------------- | ------------------------------- | ------------------------------- | ------------------------------- | ------------------------------- | ------------------------------- | ------------------------------- | ------------------------------- | ------------------------------- | ------------------------------- | ------------------------------- |
| Cao kỉ lục °C (°F)                      | 21.1 (70.0)                     | 23.6 (74.5)                     | 27.3 (81.1)                     | 31.0 (87.8)                     | 35.2 (95.4)                     | 39.8 (103.6)                    | 40.2 (104.4)                    | 41.9 (107.4)                    | 36.4 (97.5)                     | 31.0 (87.8)                     | 26.2 (79.2)                     | 22.4 (72.3)                     | 41.9 (107.4)                    |
| Trung bình ngày tối đa °C (°F)          | 9.7 (49.5)                      | 11.1 (52.0)                     | 14.4 (57.9)                     | 17.0 (62.6)                     | 21.0 (69.8)                     | 25.4 (77.7)                     | 28.6 (83.5)                     | 28.3 (82.9)                     | 24.5 (76.1)                     | 19.3 (66.7)                     | 13.5 (56.3)                     | 10.2 (50.4)                     | 18.6 (65.5)                     |
| Tối thiểu trung bình ngày °C (°F)       | 3.1 (37.6)                      | 3.5 (38.3)                      | 5.6 (42.1)                      | 7.7 (45.9)                      | 11.4 (52.5)                     | 14.8 (58.6)                     | 17.2 (63.0)                     | 17.0 (62.6)                     | 14.0 (57.2)                     | 11.2 (52.2)                     | 6.6 (43.9)                      | 3.8 (38.8)                      | 9.7 (49.5)                      |
| Thấp kỉ lục °C (°F)                     | −12.5 (9.5)                     | −15.2 (4.6)                     | −7.5 (18.5)                     | −1.6 (29.1)                     | 0.9 (33.6)                      | 6.0 (42.8)                      | 8.4 (47.1)                      | 8.2 (46.8)                      | 2.9 (37.2)                      | −2.0 (28.4)                     | −6.8 (19.8)                     | −12.0 (10.4)                    | −15.2 (4.6)                     |
| Lượng Giáng thủy trung bình mm (inches) | 69.3 (2.73)                     | 54.1 (2.13)                     | 54.3 (2.14)                     | 73.1 (2.88)                     | 56.7 (2.23)                     | 45.9 (1.81)                     | 28.5 (1.12)                     | 42.6 (1.68)                     | 42.5 (1.67)                     | 59.5 (2.34)                     | 59.5 (2.34)                     | 62.5 (2.46)                     | 648.5 (25.53)                   |
| Số ngày giáng thủy trung bình           | 9.4                             | 7.9                             | 8.0                             | 9.5                             | 7.5                             | 5.0                             | 4.1                             | 5.5                             | 5.4                             | 7.8                             | 8.7                             | 8.8                             | 87.5                            |
| Số ngày tuyết rơi trung bình            | 2.1                             | 2.1                             | 0.9                             | 0.3                             | 0.0                             | 0.0                             | 0.0                             | 0.0                             | 0.0                             | 0.0                             | 0.6                             | 1.4                             | 7.4                             |
| Độ ẩm tương đối trung bình (%)          | 82                              | 79                              | 74                              | 74                              | 72                              | 69                              | 64                              | 68                              | 73                              | 80                              | 82                              | 84                              | 75.1                            |
| Số giờ nắng trung bình tháng            | 97.2                            | 119.6                           | 172.6                           | 188.1                           | 214.7                           | 239.7                           | 275.4                           | 260.4                           | 212.9                           | 144.6                           | 102.5                           | 91.6                            | 2.119,3                         |
| Nguồn 1: Météo France                   |                                 |                                 |                                 |                                 |                                 |                                 |                                 |                                 |                                 |                                 |                                 |                                 |                                 |
| Nguồn 2: Infoclimat.fr                  |                                 |                                 |                                 |                                 |                                 |                                 |                                 |                                 |                                 |                                 |                                 |                                 |                                 |

## Các thành phố kết nghĩa
- Eggenfelden, Đức[4]
- Baeza, Tây Ban Nha[4]
- Tallinn, Estonia[4]

## Những người con của thành phố
- Fabre d'Églantine, nhà thơ
- Paul Sabatier, nhà hóa học, Giải thưởng Nobel
- Petrus của Nolascus, người sáng lập dòng tu Seligen Jungfrau Maria zum Loskauf der Gefangenen